# Ralph P. Lowe
Ralph Phillips Lowe, född 27 november 1805 i Warren County, Ohio, död 22 december 1883 i Washington, D.C., var en amerikansk republikansk politiker och jurist. Han var Iowas guvernör 1858–1860.
Lowe utexaminerades 1829 från Miami University i Ohio och studerade sedan juridik i Alabama. Därefter inledde han sin karriär som advokat i Dayton i Ohio. År 1840 flyttade han till Muscatine.
Lowe efterträdde 1858 James W. Grimes som Iowas guvernör och efterträddes 1860 av Samuel J. Kirkwood. Därefter tjänstgjorde han mellan 1860 och 1867 som domare i Iowas högsta domstol.